# Фелпс, Нейтан
Нейтан «Нейт» Фелпс (англ. Nathan "Nate" Phelps; родился 22 ноября 1958 года в Топике, штат Канзас, США) — канадский автор, борец за права ЛГБТ. Нейтан известен лекциями о религии и жестоком обращении с детьми.
Шестой из тринадцати детей пастора Фреда Фелпса, Нейтан вместе с тремя братьями и сёстрами жил отдельно от отца с 18 лет и до смерти последнего в 2014 году. Фелпс официально покинул Баптистскую церковь Вестборо в 1980 году и с тех пор осуждает эту религиозную группу.
Другие члены семьи Фелпс также покинули церковь, последним в феврале 2014 года стал Зак Фелпс-Ропер.

## Биография

### Детство и юношество
Фелпс родился в городе Топика 22 ноября 1958 года. До 18 лет он жил с родителями Фредом и Марджи в Топике. Хоть он и посещал местную государственную школу, вся его жизнь вращалась вокруг баптистской общины его отца.
Посещение проповедей было строго обязательным, а время после школы было посвящено зарабатыванию денег для общины, в основном продажей конфет. Позже к послешкольным занятиям добавились интенсивные занятия бегом с отцом. Они пробегали от 8 до 16 километров в день и соблюдали популярные в то время диеты.
Фелпс описывает своего отца как человека с глубоко предвзятыми взглядами, жестокого и с тенденциями к насилию. Например, Фелпс рассказывает, как отец избивал его кожаным ремнём и рукояткой от мотыги. Брат Фелпса Марк и сестра Дорта подтвердили заявления Фелпса о физическом насилии в их семье.

### Уход из церкви Вестборо
Когда ему исполнилось 18 лет, Фелпс сбежал из родительского дома. С чувством внутреннего конфликта он оставил свою семью и Баптистскую церковь Вестборо, несмотря на то, что всё ещё искренне верил, что за это попадет в ад. В страхе, что его жестокий отец предотвратит побег, Фелпс бежал тайно, ночью, в старой машине, которую он специально купил для побега, но без долгосрочных планов. В первую ночь после побега Нейтан спал в мужском туалете на местной заправке.
Фелпс ушел из церкви Вестборо до того, как они развернули широкую деятельность по пикетированию. Причиной этой деятельности, по мнению Фелпса, послужил тот факт, что его отцу было запрещено вести юридическую деятельность.

### Канзас и Калифорния: от веры к атеизму
После ухода из церкви Фелпс поменял несколько работ, а когда он воссоединился со своим старшим братом Марком в 1978 году, они вместе основали типографию в Прейри-Вилладж, недалеко от Канзас-Сити. Позднее компания переехала в Южную Калифорнию. В течение 25 лет Фелпс работал в печатном деле.
Только через три года после ухода из семьи Фелпс снова начал с ними общаться, на некоторое время он оставил Марка и типографию, чтобы побыть с семьёй. Его отец предложил оплатить учёбу в юридическом институте; 11 его братьев и сестёр стали юристами. Однако Фелпса юридическая карьера не интересовала и он отказался. Фред, осуждая его поведение, так и не принял сына обратно. Фелпс снова ушёл из дома, в этот раз навсегда. Он полностью прекратил общение с отцом.
После ухода из семьи Фелпс пытался найти более мягкую форму христианства и даже посещал евангелистскую церковь со своими детьми, но изучение религии лишь укрепило его сомнения. На Reason Rally в Вашингтоне 24 марта 2012 года он сказал, что события 11 сентября 2001 года, наконец, привели его к неверию:
Затем, в одно солнечное сентябрьское утро иллюзия личного Бога, в которого я так старался верить, взорвалась в небе над Манхэттеном. Даже когда пепел этого ужасного акта слепой веры осел над Нью-Йорком, Вашингтоном и Пенсильванией, я наблюдал за людьми по всей стране, с трудом пытающимися поднять на том же месте иррациональный алтарь для своих ответов. В ожесточённой буре эмоций, которые прокатились через эту страну, я осознал с ослепительной ясностью: механизм неприступной веры является одной из самых больших угроз, с которыми человечество сталкивается сегодня.
В дополнение к этому, Фелпс определяет свой опыт чтения книги Майкла Шермера The Science of Good and Evil и рождение первого ребёнка, как поворотные моменты в его мировоззрении. Фелпс сейчас называет себя атеистом.

### Карьера активиста, лектора и автора
Фелпс переехал в сельскую местность Британской Колумбии в Канаде и сейчас живёт в Калгари, Альберте. Он является исполнительным директором Центра по расследованию в Калгари (светская организация, которая занимается образованием и защитой в сфере разума и науки). Он также является членом совета директоров организации «Оправившись от религии», которая предлагает образование и практическую помощь людям, покинувшим религию.
Он активный оратор и выступает на различных светских конференциях, посвященных скептицизму и атеизму, а также однажды выступил на рок-концерте. Он выступал на многочисленных гей-прайдах и считает себя ЛГБТ-активистом. Фелпс сконцентрировал свои усилия на том, чтобы информировать людей о жестоком обращении с детьми в религиозных кругах и о правовом статусе этого обращения. Он является автором многочисленных статей на эту тему.
Фелпс известен тем, что критикует Баптистскую церковь Вестборо в различных публикациях, интервью, выступлениях на собраниях атеистов, а также на собственной веб странице. Он заявляет, что отец физически издевался над ним, избивал его, а также братьев и сестёр. Фелпс утверждает, что церковь предоставила его отцу платформу, где он смог «излить свою ярость и гнев».
С 2014 года Фелпс начал работу над книгой под названием «Покидая Вестборо — побег из самой ненавистной семьи и церкви в Америке». В этом же году Фелпс сделал получившее широкую известность заявление о том, что его отец неизлечимо болен, а также о том, что пастор Фелпс был отлучён от церкви в 2013 году. Отец Нейтана умер 19 марта 2014 года, вскоре после публичного заявления о неизлечимой болезни.

## Критика
Члены семьи, которые всё ещё принимают активное участие в Баптистской церкви Вестборо, критиковали Нейтана. Его сестра, Шерли Фелпс-Ропер, видный представитель церкви, заявила что «Нейтан Фелпс — мятежник, который восстал против Бога. Ему нечего ждать, кроме как печали, страданий, смерти и ада», а также что он «покинул церковь в пору, когда он был бушующим, непослушным бунтовщиком с избирательной памятью». Единственное с 1980 года столкновение Нейтана с отцом произошло во время радиопрограммы, во время которой Фред Фелпс очень критически отозвался о своем сыне.
Сама Баптистская церковь Вестборо была повсеместно раскритикована. Христианские группы, чьи взгляды отличались от мнения БЦВ, «резко высмеяли» и «широко осудили и раскритиковали» церковь Вестборо. Кроме того, БЦВ подверглась обвинениям в «неправильном истолковании» и «искажении» Библии, на что Фелпс ответил аргументом о том, что нынешняя позиция Баптистской церкви Вестборо была выведена его отцом из подлинного текста Библии. Фелпс позднее писал на более общую тему непринятия экстремистов современным христианством.